# Sân bay Máximo Gómez
Sân bay Máximo Gómez (IATA: AVI, ICAO: MUCA) là một sân bay ở tỉnh Ciego de Ávila của Cuba, phục vụ thành phố Ciego de Ávila.
Sân bay này được đặt tên theo Máximo Gómez, một vị trung tướng trong cuộc chiến tranh 10 năm (1868-1878), là chỉ huy quân đội Cuba trong cuộc chiến tranh độc lập Cuba (1895-1898).

## Các hãng hàng không và các tuyến bay
Hiện có các hãng hàng không sau đang hoạt động tại sân bay này:
- Cubana de Aviación (La Habana)